# Moshe Nissim
Moshe Nissim (Jerusalén, Mandato Británico de Palestina, 10 de abril de 1935) es un expolítico israelí, ministro y vice primer ministro.

## Biografía
Nacido en el Mandato Británico de Palestina Nissim estudió derecho en la Universidad hebrea de Jerusalén ganando una matrícula de honor. Él era un oficial de justicia durante su servicio militar y pasó a trabajar como abogado. Es hijo del rabino Isaac Nissim, que fue el gran rabino sefardí de Israel desde 1955 hasta 1973

## Carrera política
Nissim fue elegido por primera vez para la Knéset en 1959 como miembro de los Sionistas Generales. Sin embargo perdió su escaño en las elecciones de 1961 y no volvió a aparecer en la Knéset hasta 1969, cuando fue elegido en la lista de Gahal. En 1973 el partido Gahal se convirtió en el Likud, con Nissim sirviendo como presidente parlamentario del partido entre 1973 y 1977.
Tras la victoria de Likud en las elecciones de 1977, Nissim fue nombrado ministro sin cartera por el gobierno de Menachem Begin, en enero de 1978. Llegó a ser ministro de justicia en agosto de 1980, cargo que conservó hasta abril de 1986 cuando se convirtió en ministro de Hacienda.
Después de las elecciones de 1988 volvió a ser un ministro sin cartera antes de ser nombrado ministro de industria y comercio en marzo de 1990. En junio de 1990 se convirtió en vice primer ministro.
Perdió su puesto en el gabinete después de que Likud perdiera las elecciones de 1992, y salió de la Knéset en 1996.
- Datos: Q941785
- Multimedia: Moshe Nissim / Q941785